# Mahalapye (sous-district du Botswana)
Mahalapye est un sous-district du Botswana.

## Villes
- Bonwapitse
- Borotsi
- Chadibe
- Dibete Station
- Dovedale
- Ikongwe
- Kalamare
- Kodibeleng
- Kudumatse
- Maape
- Machaneng
- Mahalapye
- Makwate
- Matlhako
- Mhalapitsa
- Mmaphashalala
- Mmutlana
- Mokgenene
- Mokobeng
- Mokoswane
- Mookane
- Moralane
- Moshopha
- Mosolotshane
- Ngwapa
- Otse
- Palla Road/Dinokwe
- Pilikwe
- Poloka
- Ramokgonami
- Sefhare
- Seleka
- Shakwe
- Shoshong
- Taupye
- Tewane
- Tumasera